# Sweet Dick Whittington
Sweet Dick Whittington (nacido en 1934) es un Disc jockey que ha trabajado en Los Ángeles y que ha actuado como actor en películas y en televisión.
Antes de su llegada al Sur de California, Whittington era una personalidad popular en la radio en el Área de la Bahía de San Francisco en la emisora de radio KROW en Oakland, donde estuvo presentando el programa nocturno Night Watchman, y después, un programa vespertino los fines de semana, desde 1955 hasta 1958. En el otoño de 1958 se trasladó a la emisora de radio KSFO en San Francisco, como presentador de un programa que comenzaba a las nueve de la noche y acababa a media noche. Comenzó a trabajar en la emisora KABC en Los Ángeles, presentando un Talk show de una hora los fines de semana y un talk show de tres horas los domingos desde 1965 hasta 1969. En 1969, se trasladó a la emisora KGIL.
Su gran momento de fama en el mercado de Los Ángeles llegó en la franja de las mañanas presentando el programa "Sin Fernando Valley". Por un breve tiempo, dejó la KGIL para presentar un programa vespertino en la emisora de radio KFI. Trabajó brevemente en la emisora de radio KIEV a finales de los años 80, y, por unos pocos meses, en 1989, trabajó de nuevo en la emisora de radio KABC. 
La mayoría de sus oyentes consideran su estilo radiofónico adelantado a su tiempo. A diferencia de otras personalidades radiofónicas, a menudo trataba en el aire temas que le molestaban y prefiguró la era radiofónica de Howard Stern. En emisoras donde pinchaba discos, muchas veces podía interrumpir una canción diciendo: "me gusta hasta esa parte, después me aburro."
Uno de los papeles más notables de Whittington en el cine es el de disc jockey en la película de Steven Spielberg, El diablo sobre ruedas. También actuó brevemente como anunciador de anillos en la película Toro salvaje de Martin Scorsese.
Ahora vive en el área de San Luis Obispo y es la imagen de la emisora de radio KKJL.

## Créditos radiofónicos
- KROW (Oakland) (1955 - 1958)
- KSFO (San Francisco) (1958 - 1959)
- KNOB, (1960 - 1962)
- KLAC, (1960 - 1963)
- KGIL, (1965 - 1975) y (1978 - 1985)
- KABC, (1966 - 1968)
- KFI, (1975 - 1977)
- KIEV, (1982 - 1988)
- KHG, (1983)
- KABC, (1989- 1990)
- KMPC, (1990 - 1991)
- KNJO, (1994 - 1995)
- KKJL, (1999 - presente), imagen de la emisora de radio

## Créditos en el cine y en la televisión
- The Incredible Hulk (serie de televisión de 1977)
- Toro salvaje
- The Jeffersons
- La isla de la fantasía
- The Nine Lives of Fritz the Cat
- Intervilles
- El diablo sobre ruedas
- The Waltons
- Nanny y el profesor